# Jeugdacteur

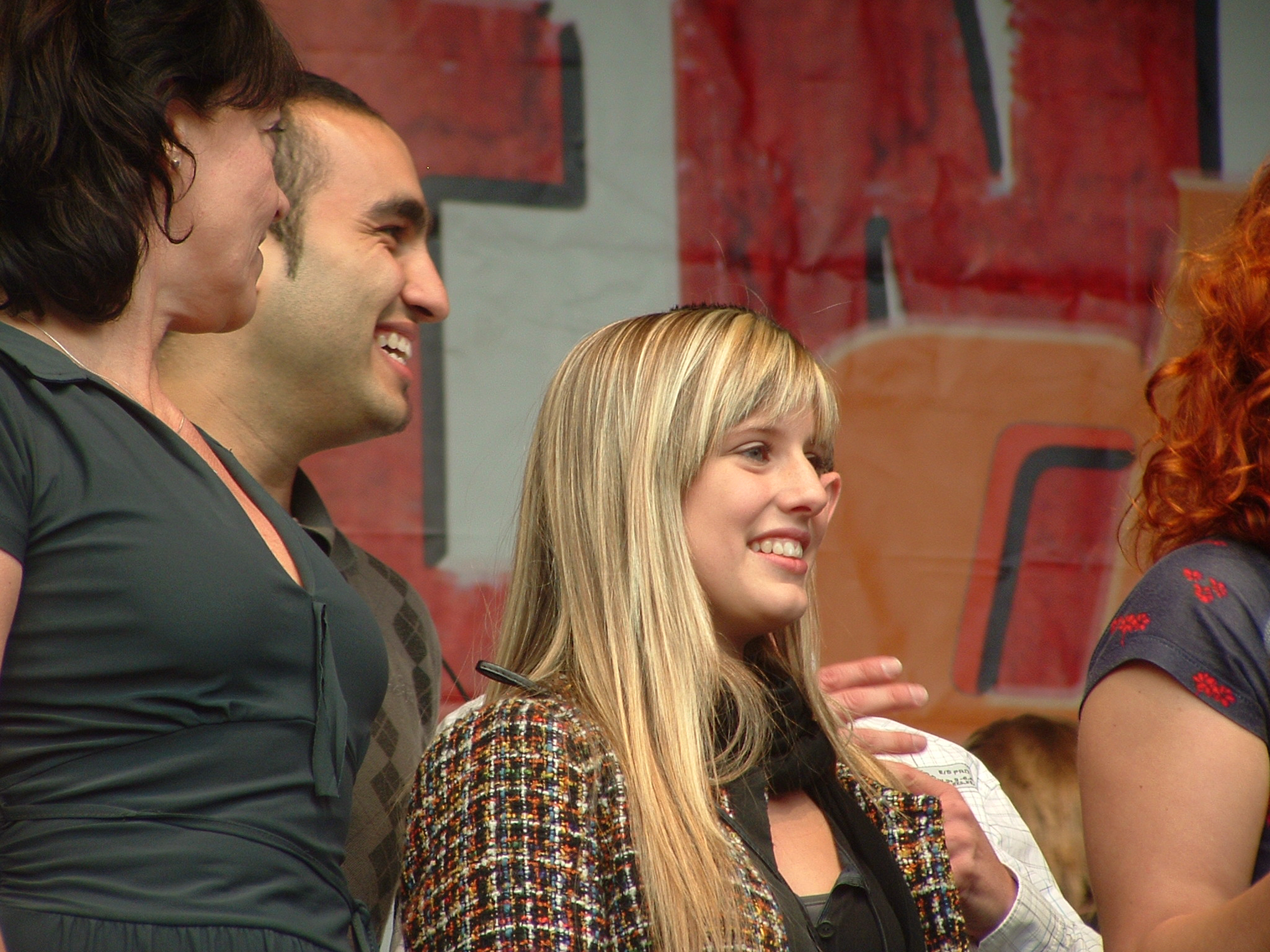
Margot De Ridder startte als driejarige in de televisieserie Ons Geluk

Een jeugdacteur (of kindster of kindacteur) is een kind jonger dan 18 jaar dat acteert in een film of een televisieserie. De term wordt echter ook gebruikt voor een volwassene die zijn of haar toneelcarrière begon als kind; in dat geval spreekt men van een 'voormalig jeugdacteur'.

## Kritiek
Het laten optreden van kinderen in films is aan kritiek onderhevig. Sommige kindsterren worden bijvoorbeeld uitgebuit en ontvangen nooit het geld dat ze verdienen. Zo was Jackie Coogan als kind miljonair, maar zijn moeder en stiefvader verkwistten zijn fortuin. Om die reden werd in Californië in 1939 de Coogan Bill (officieel California Child Actor's Bill) ingesteld, die bepaalde dat (een deel van) het salaris van kindsterren in een speciaal trustfonds werd ondergebracht, waar alleen de acteur als meerderjarige toegang toe kreeg.
Een ander kritiekpunt is dat deze kinderen vaak te veel tijd steken in een succesvolle acteercarrière waardoor ze weinig spelen en leren met andere 'gewone' kinderen.
Veel acteercarrières van kinderen eindigen na hun adolescentie. Slechts een enkeling heeft als volwassene evenveel succes. Een bekend voorbeeld daarvan is Elijah Wood die als volwassen acteur de hoofdrol van Frodo speelde in The Lord of the Rings.

## Enkele bekende jeugdacteurs
Tussen haakjes de leeftijd tijdens het acteerdebuut

### België
- Sandrine Blancke 13 jaar
- Joeri Busschots 14 jaar
- Jelle Florizoone 14 jaar
- Eric Clerckx 15 jaar
- Margot De Ridder 4 jaar
- Pauline Grossen 8 jaar
- Josip Koninckx 10 jaar
- Rob Teuwen 15 jaar
- Céline Verbeeck (14 jaar)

### Nederland
- Afroditi-Piteni Bijker 8 jaar
- Horace Cohen 15 jaar
- Dave Dekker 10 jaar
- Ruud Feltkamp 10 jaar
- Marius Gottlieb 8 jaar
- Wilma Landkroon 11 jaar
- Danny de Munk 12 jaar
- Matthijs van de Sande Bakhuyzen 11 jaar
- Quinten Schram 7 jaar
- Olivier Tuinier (7 jaar)
- Yannick van de Velde (10 jaar)

### Internationaal
- Jessica Alba (11 jaar)
- Drew Barrymore (3 jaar)
- Amanda Bynes (10 jaar)
- Macaulay Culkin (8 jaar)
- Hilary Duff (11 jaar)
- Zac Efron (15 jaar)
- Dakota Fanning (6 jaar)
- Jodie Foster (5 jaar)
- Inger Nilsson (9 jaar)
- Mary-Kate en Ashley Olsen (1 jaar)
- Daniel Radcliffe (9 jaar)
- Shirley Temple (3 jaar)